# Atriplex fominii
Atriplex fominii är en amarantväxtart som beskrevs av Modest Mikhaĭlovich Iljin. Atriplex fominii ingår i släktet fetmållor, och familjen amarantväxter. Inga underarter finns listade i Catalogue of Life.